# La Une
La Une es un canal de televisión generalista público de Bélgica que emite para la comunidad francófona de Bélgica y pertenece al grupo audiovisual Radio Télévision Belge de la Communauté Française. Es considerado el equivalente al canal Één en la Comunidad Flamenca de Bélgica.

## Historia

### INR
La primera estación regional de la RTF, conocida entonces como Télé-Lille, inició sus emisiones el 10 de abril de 1950, con dos horas diarias de programación para Lila y sus alrededores. La señal de Télé-Lille también llegaba a las provincias belgas de Flandes Occidental, Flandes Oriental y Hainaut, por lo que se decidió realizar emisiones específicamente orientadas al público belga en francés y flamenco en colaboración con el INR-NIR. En febrero de 1952 la RTF estableció un enlace con los estudios centrales de París, y Télé-Lille pasó a emitir más programación del canal nacional (RTF Télévision), emitiendo menos programación propia. A partir de 1953, la antena de Télé-Lille permitió que se realizaran emisiones de la INR Télévision Expérimentale Belge a través de su canal, conectando con la RTF hasta 1956. El carácter experimental de la televisión belga duró hasta el final de la Exposición Universal de 1958.
Así, la televisión experimental nació en Bélgica el 2 de junio de 1953 con la transmisión en directo de la coronación de la Reina Isabel II de Inglaterra.
El 31 de octubre a las 20:30 desde el estudio 5 de Flagey, la sede del Instituto Nacional de Radio Belga (INR), Andrée Rolin inauguró oficialmente el canal. Después, la presentadora Janine Lambotte comenzó las emisiones con la nueva televisión experimental emitiendo 2 horas al día, 6 días a la semana. La transmisión comenzó con las noticias televisivas francesas retransmitidas por el transmisor de RTF, TV-Lille (la primera estación regional de Francia), seguido por la difusión de un programa de tipo de cabaret y llamado Boum.
Durante los primeros días, el INR transmite de dos a tres noches por semana, con un fuerte enfoque en el teatro y el drama. El miércoles y el domingo por la noche, el canal emitía sus propias producciones. El resto de la programación fue proporcionada por RTF. La primera cobertura deportiva en directo fue en la Copa Mundial de Fútbol de 1954 además de otros acontecimientos deportivos de 1955. El primer informativo comenzó el 1 de septiembre de 1956, producido enteramente en Bruselas y casi sin imágenes, solamente el presentador leyendo el guion.
La Feria Mundial de Bruselas de 1958 dio al INR la oportunidad de reforzar sus nuevas redes de televisión y reemplazar a la radio. El panel "La televisión experimental belga" desaparece de la pantalla, Magazine Expo se transmite diariamente durante seis meses. Todos los días, informes, entrevistas, debates y animaciones hacen el informe de las actividades de la Expo'58. En la sección de investigaciones e informes se presenta el primer gran magazine de la televisión belga: Neuf Millions (Nueve millones).
En 1953, había sólo 6.500 televisores en Bélgica. Los transmisores del INR se situaron entonces en el Palacio de Justicia de Bruselas y se limitaron a un radio de alcance de 40 km. No fue hasta 1954 la creación de transmisores en Lieja y 1958 en Wavre, cubriendo casi el 96% del territorio francófono. En 1956, había más de 100.000 aparatos de televisión, y en 1960, llegó a los 70.000 espectadores, en toda Bélgica.

### RTB
En 1960, la Ley Harmel sustituyó al Instituto Nacional de Radiodifusión por Radio-Televisión Belge (RTB). La nueva instalación incluía una emisora pública holandesa (Belgische Radio en Televisie o BRT), una emisora pública francesa (Radio-Télévision Belge o RTB) y una institución de servicios comunes. Ambos organismos de radiodifusión son independientes entre sí y tienen plena autonomía cultural, una independencia orgánica frente al gobierno y la garantía de la libertad de información. RTB / BRT es encabezado por un director de programa designado por el Rey.
En 1962, el cable fue introducido en Lieja y Namur y posteriormente fue lanzado en todo el país en 1975, poniendo fin al monopolio de la televisión pública. Se han estrenado numerosos programas como Le Jardin Extraordinaire (1965), Le Week-end sportif (1967), la retransmisión en directo del Tour de Francia, los primeros debates políticos y la noche de las elecciones y los principales reportajes en el extranjero. En 1971, el RTB comenzó sus retransmisiones en color con Le Jardin extraordinaire y las Noticias en 1973.
En 1977, se creó un segundo canal de televisión, RTbis, y la descentralización de la producción tuvo lugar con la creación de centros regionales en Lieja y Charleroi. En 1979 se creó un nuevo Centro de Producción en Bruselas.

### RTBF 1
RTB se convirtió en la Radio y Televisión Belga de la Comunidad Francesa (RTBF) en 1977 por el decreto del Consejo Cultural de la Comunidad Francesa. La RTBF ofrecía una autonomía cultural, un monopolio de la radiodifusión y la televisión, la libertad de información y la independencia del gobierno. La RTBF se rige por un Consejo de Administración cuyos miembros son elegidos de acuerdo con las distribuciones de políticas dentro del Consejo Cultural. El director general es nombrado por el Consejo Cultural.
El primer canal de televisión de la RTBF fue renombrado RTBF 1.
En 1983, se comenzaron las emisiones de RTL Television y después de obtener la autorización de un radioemisor entre Luxemburgo y Bruselas; En compensación, la RTBF obtiene acceso a la publicidad no comercial en 1984. Las contribuciones financieras y la cotización en la pantalla de patrocinadores comerciales se permitirán en casos excepcionales en 1987 para permitir a la RTBF organizar el Festival de la Canción de Eurovisión 1987. El decreto de la Comunidad Francesa por el que se autoriza la difusión de publicidad comercial por el canal comercial RTL-TVI en 1988 puso fin al monopolio de la radiodifusión de la RTBF, pero en 1989 otro decreto de la Comunidad francesa autoriza la retransmisión por RTBF para equilibrar la situación. La gestión y comercialización del espacio publicitario está a cargo de TVB, empresa conjunta de canales públicos y privados de la Comunidad Francesa (RTBF 1, Télé 21 y RTL-TVI). TVB, dividió los ingresos publicitarios entre los dos canales en un 25% a 75% para RTBF y RTL. El sistema fue criticado posteriormente por todas las partes y se dejó de aplicar en 1996.

### RTBF La Une
En 1997, el Parlamento de la Comunidad Francesa de Bélgica convirtió a RTBF en una empresa pública autónoma, con RTBF 1 renombrada a RTBF La 1 y con RTBF 21 a RTBF La 2. RTBF La Une se convirtió en el primer canal de televisión belga en emitir las 24 horas del día, Su contraparte flamenca, BRTN TV1 (ahora conocido como één) cesaba sus emisiones por la noche, si bien repetía durante la madrugada varias veces el informativo de la noche. Durante la Copa Mundial de la FIFA 1998, la RTBF decidió transmitir todos los partidos en sus dos canales principales, La 1 y La 2. Para que el público más amplio tuviera acceso a la cobertura completa, luego redistribuyó a los transmisores que transmitieron La Une y La Deux, Redes de cable y también por vía analógica terrestre, en toda Valonia. Este esquema continuó después de la Copa del Mundo.
Las dos cadenas de la RTBF también se complementaban con la difusión de una misma película en versión francesa sobre La Une y en la versión original en La Deux.

### La Une
En enero de 2004, RTBF La 1 fue renombrada a La Une. En 2011, La Une dejó de transmitir en formato analógico y comenzó a emitir en formato digital, igual que La Deux y La Trois.

## Área de difusión
La Une está disponible en Bruselas y en Valonia a través de la Televisión Digital Terrestre (DVB-T), cable (VOO y Telenet Digital TV), vía satélite TéléSAT y Belgacom TV (IPTV).
En Flandes, antes del apagón analógico, La Une también estaba disponible en algunas ciudades cerca de la frontera valona en las provincias siguientes: Brabante flamenco, Flandes Oriental, Limburgo, Amberes y Flandes Occidental vía analógica terrestre.
Actualmente, La Une ya está disponible plataformas como DVB-T, TV Vlaanderen vía satélite, Belgacom TV por IPTV y Telenet Digital TV por cable, lo que significa que La Une ya está disponible en toda Bélgica.

## Identidad Visual

### Logotipos

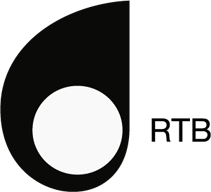
RTB « oreja » logotipo desde 1960 hasta 1977
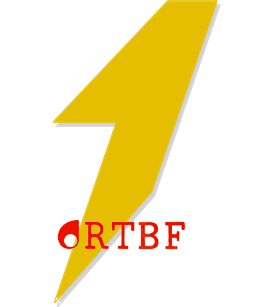
RTBF1 logotipo desde 1985 hasta el 12 de septiembre de 1990
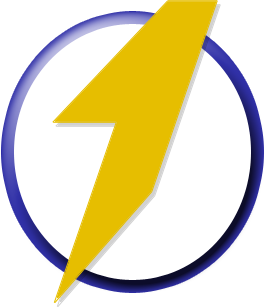
RTBF1 logotipo desde el 12 de septiembre de 1990 al 25 de agosto de 1992
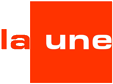
Logotipo de La Une desde el 20 de abril de 2004 hasta el 16 de diciembre de 2011.
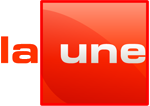
Logotipo de La Une desde el 16 de diciembre de 2011.
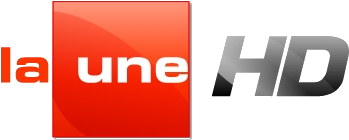
Versión en HD del logotipo desde el 16 de Diciembre de 2011.

### Eslóganes
- Le premier choix (La primera elección)
- Ne résistez pas à la tentation, choisissez La Une (No se resista a la tentación, elija La Une) (1997-2000)
- Plus proche pour aller plus loin (Más cerca de ir más allá) (2004-2011)
- Regardez, ça vous regarde (Mira, ese es su negocio) (desde 2011)

## Organización

### Dirigentes
- Administrador general: Jean-Paul Philippot
- Director de programas: François Tron

### Capital
El capital de La Une pertenece en un 100% al grupo audiovisual público Radio Télévision Belge de la Communauté Française (RTBF).

## Programación

### Programas culturales
- C'est du belge
- Cinquante Degrés Nord
- En quête de sens
- En voyage
- Jardins et Loisirs
- La clef des champs
- Le jardin extraordinaire
- Les Carnets du bourlingueur
- Ma Terre
- Télétourisme
- Une brique dans le ventre

### Programas informativos
- Devoir d'enquêtes
- les décodeurs"
- On n'est pas des pigeons
- Questions à la une
- 7 à la une

### Programas de entretenimiento
- Comme un chef
- Flash (fin décembre 2013)
- Signé Taloche
- The Voice Belgique
- Ca n'arrive pas qu'aux autres

### Series
- À tort ou à raison
- La Trêve
- Melting Pot Café
- Septième Ciel Belgique
- Alcatraz
- Dallas
- Fringe
- La Loi selon Harry (Harry's Law)
- The Mentalist
- New York, police judiciaire
- The Pacific
- Person of Interest
- Southland
- The Young and the Restless
- Major Crimes
- Doc Martin
- Joséphine, ange gardien
- Julie Lescaut
- Le Sang de la vigne
- Clem
- Jo
- Profilage
- Les Piliers de la terre
- Derrick
- Mission sauvetages

## Audiencias
| 1974 | 1975 | 1976 | 1977 | 1990    | 1991    | 1992   | 2001   | 2002   | 2003   | 2004   | 2005 | 2006   | 2007   | 2008 | 2009   |
| ---- | ---- | ---- | ---- | ------- | ------- | ------ | ------ | ------ | ------ | ------ | ---- | ------ | ------ | ---- | ------ |
| 65 % | 51 % | 48 % | 43 % | 33,66 % | 28,62 % | 28,6 % | 17,2 % | 16,3 % | 15,3 % | 15,3 % | 14 % | 14,7 % | 15,1 % | 15 % | 14,7 % |

| 2010   | 2011   | 2012   | 2013   | 2014   | 2015   |
| ------ | ------ | ------ | ------ | ------ | ------ |
| 14,6 % | 14,9 % | 14,7 % | 15,2 % | 15,3 % | 15,7 % |

Fuente : Centre d'Information sur les Médias.